# Tahini

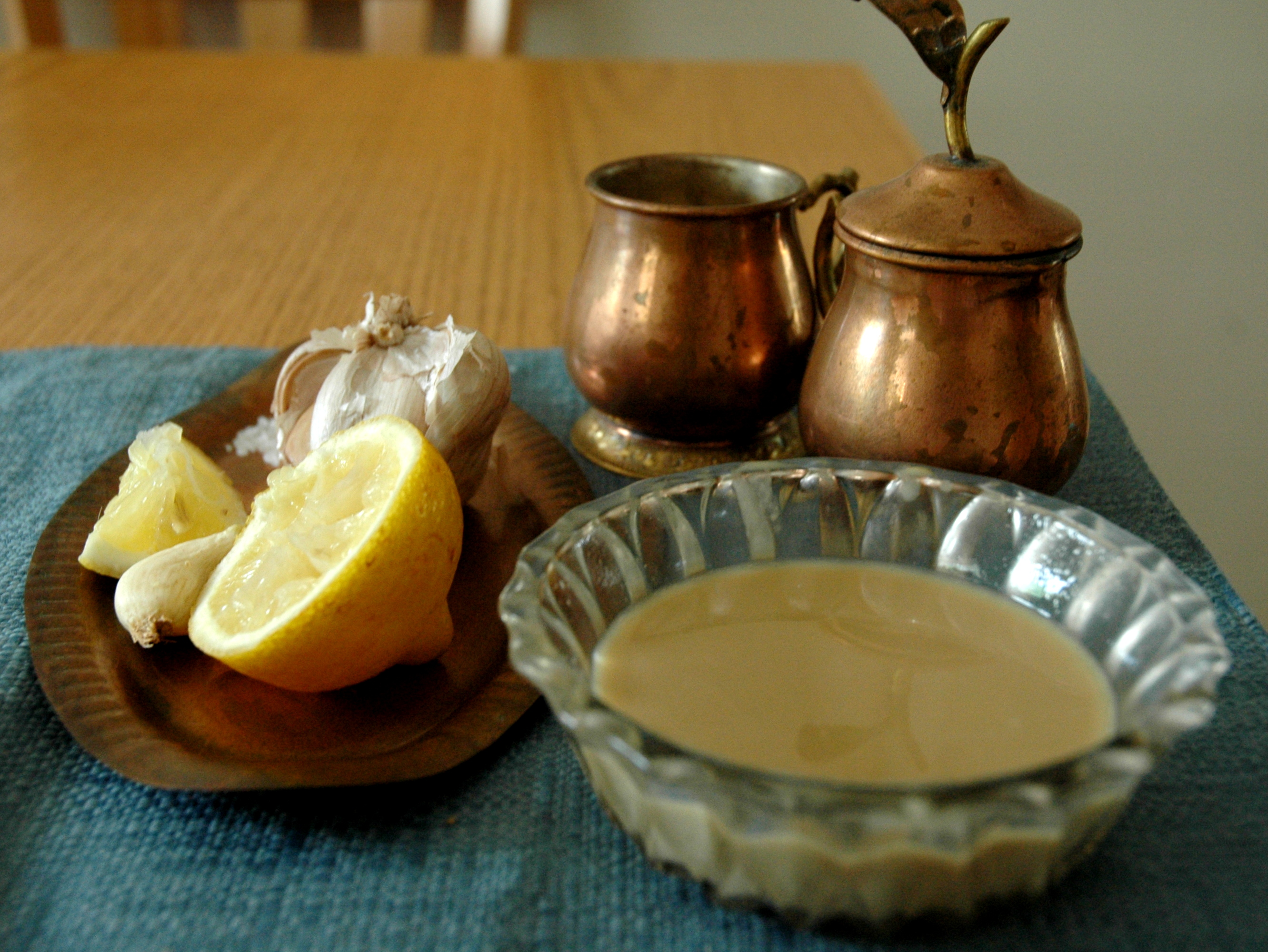
Tahiniröra

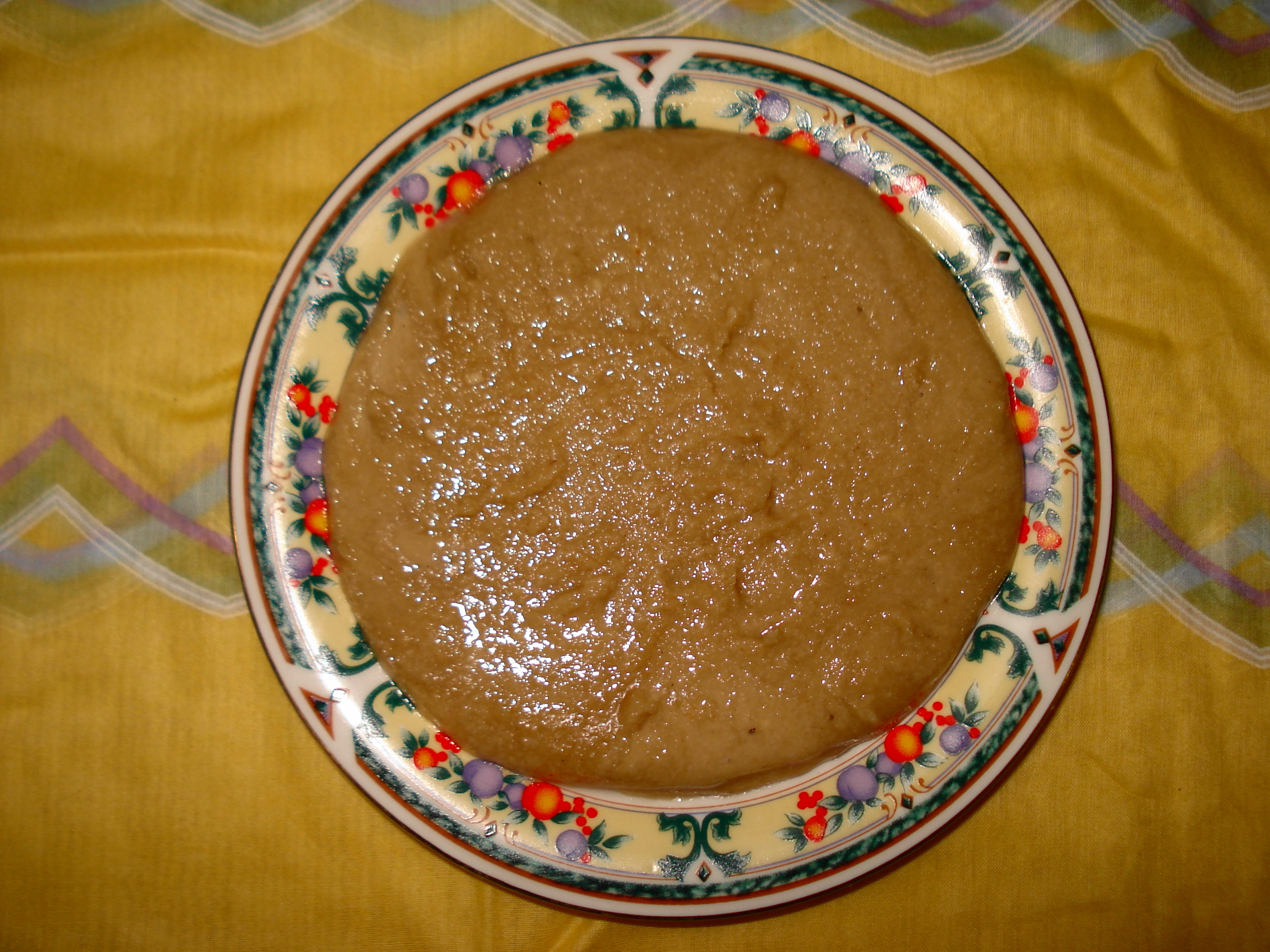
Tahiniröra med rostade sesamfrön.

Tahini eller sesampasta är en pasta gjord av malda eller krossade sesamfrön. Pastan har varierande smak och egenskaper beroende på om fröna är skalade eller inte, samt rostade eller orostade.
Den används i matlagning i förutom Mellanöstern och Nordafrika även i Östeuropa och Indien, och är en av ingredienserna i till exempel hummus, baba ganush, och ofta i halva.
Röran äts ofta som dipp, i meze eller tillsammans med huvudrätten, till exempel grillad fisk.
Sesamfrön innehåller många essentiella fettsyror och har hög kalorihalt.